# Маленьке серце з мистецтвом
Маленьке серце з мистецтвом (англ. Small Heart with Art) — недержавна неприбуткова громадська організація та благодійний арт-проект, який допомагає ВІЛ-інфікованим і хворим на СНІД дітлахам та відкриває школи в лікарнях.

## Історія
2014 року арт-менеджерка Євгенія Смірнова та художниця Тетяна Войтович відвідали маленьких пацієнтів НДСЛ «Охмадит». Їх познайомили з різними відділеннями лікарні й Євгенія та Тетяна вперше потрапили до центру «Клініка для лікування дітей, хворих на ВІЛ-інфекцію/СНІД». Це стало поштовхом до ідеї зібрати волонтерів, які б допомагали ВІЛ-інфікованим малюкам. Так з'явилася громадська організація Small Heart with Art, яку офіційно зареєстрували 7 квітня 2015 року.
Відразу починаються майстер-класи волонтерів. Із березня 2016 року на базі лікарні «ОХМАТДИТ» починає діяти навчальна програма для дітей, яку підготували Small Art with Art за підтримки «Благодійного фонду MAXUS». За перший рік було проведено 167 уроків і міні-лекцій.
22 червня 2016 року Євгенія Смірнова стала членом Опікунської ради НДСЛ «ОХМАТДИТ». У 2017 році проект з навчання карапузів в лікарні підтримала команда 1+1 медіа та особисто ведуча ТСН, куратор проекту «Право на освіту» Наталія Мосейчук. 20 червня 2017 року відкрили оновлену, відремонтовану Школу Супергероїв для дітлахів, які тривалий час перебувають на лікуванні у «Клініці для лікування дітей, хворих на ВІЛ-інфекцію/СНІД».
Small Heart with Art входить до складу міжнародного об'єднання «Союз батьків ВЦО ЛЖВ» із 25 березня 2017 року, а Євгенія Смірнова є його співголовою. Також Small Heart with Art є членом Консорціуму ключових спільнот України.

### Завдання
- Відкрити школи при кожній лікарні країни, щоб малюки, які мусять лежати в палатах, могли отримувати якісну освіту
- Змінити лікарняні будні для дітей і наповнити їх можливостями
- Залучити до благодійності та змін соціально-активний бізнес
- Сформувати професійне коло волонтерів
- Зруйнувати стереотипи про людей, які живуть із ВІЛ/СНІД, надати їм підтримку та привернути увагу до їх проблем

## Діяльність

### Школа супергероїв
Це перший в Україні освітній проект для дітей, які лежать в лікарнях.
Перша Школа Супергероїв відкрилася на базі центру «Клініка для лікування дітей, хворих на ВІЛ-інфекцію/СНІД» в НДСЛ «Охмадит» 2016 року. Вона має два сучасні комфортні класи, бібліотеку й город просто неба для літніх занять з біології. Кураторкою Школи є телеведуча 1+1 Наталія Мосейчук.
Кожен малюк може відвідувати уроки та наприкінці отримує Свідоцтво про проходження навчання.
У Школі діють три форми навчання — групова в класах, дистанційна для дітлахів в ізольованих боксах та індивідуальні уроки біля ліжка. Вчителі Школи проходять спеціальну підготовку, а в щотижневому розкладі зараз стоїть 8 дисциплін — математика, інформатика, історія, біологія, основи здоров'я, англійська та німецька мови й хімія.
У лютому 2019 року була презентована перша в світі соціальна франшиза, щоб кожна лікарня країни могла відкрити свою Школу та реалізувати право дітей на освіту — «Школа Супергероїв: посібник із втілення». Ця франшиза — це повне керівництво з відкриття Школи Супергероїв в лікарні, яка містить брендбук, інструкції для вчителів, методику викладання, медичні норми та правила, особливості системи мотивації та всі юридичні й нормативні питання, які дозволяють дітям у будь-якому медичному закладі країни отримувати якісну освіту.

### Городик
Городик став одним із ефективних освітніх проектів — його просто неба у дворі НДСЛ «ОХМАТДИТ» облаштували наші волонтери. Він став місцем практичних занять із біології та просто можливістю проводити більше часу на свіжому повітрі. Тепер ця традиція сакральна для Школи Супергероїв і щороку 1 червня дітлахи разом із учителем та зірковими гостями висаджують овочі, квіти і фрукти на своєму Городику, щоб доглядати їх, вчитися та смакувати врожаєм.

### Бібліотека
Спільно з Книжковим Арсеналом, магазинами «Буква» та «Yakaboo» ми зібрали більше 2000 книжок для Бібліотеки Школи Супергероїв. У ній зібрали всі останні видання для дітей та підлітків, художні та нон-фікшн твори, щоб маленькі пацієнти могли знайти історію на свій смак та тримати руку на пульсі сучасних трендів та тем. Видавництво «Генеза» забезпечило учнів Школи Супергероїв всіми підручниками та робочими зошитами.

### Форт
Small Heart with Art планує змінити культуру волонтерства та ставлення до нього.
У рамках проекту Форт почне діяти коворкінг для волонтерів, громадських активістів, навчальний центр та Кабінет довіри для всіх, хто хоче пройти швидке, анонімне, конфіденційне, безкоштовне тестування на ВІЛ/СНІД.
2016, 2017, 2018 років спільно з Печерською районною державною адміністрацією, партнерами та волонтерами проводимо щорічну акцію «Незалежність починається зі здоров'я», де кожен може просто в центрі Києва пройти безкоштовний експрес-тест на ВІЛ.

### Артобмін
Перший проект Small Heart with Art — «АртОбмін». Його мета: обміняти твори мистецтва на необхідні речі для пацієнтів ВІЛ-відділення. Митці передають свої роботи, а всі кошти від їх реалізації конвертуються в обладнання, медикаменти чи послуги для ВІЛ-відділення НДСЛ «ОХМАТДИТ».
Перший «АртОбмін» відбувся 13 листопада 2014 року і тоді до нього приєдналися 26 митців з України та Молдови. Влаштувати арт-резиденцію у Карпатах Chapeau Art Residency DEC education, яку Small Heart with Art ініціював спільно з DEC education, та виручити $4120 на потреби ВІЛ-інфікованих дітлахів, організувати поїздку лікарів-інфекціоністів в зону АТО, де обстежили 53 малюків.

### Positive Life
Це компанія, яка привертає увагу до проблеми ВІЛ/СНІДу. В 2017 році до Всесвітнього дня боротьби зі СНІДом Small Heart with Art провела два масштабних заходи в рамках компанії Positive Life:
1. B Positive — виставку сучасного мистецтва, на якій сучасні артисти можуть вільно висловлюватися на табуйовані теми та показати інший, часто позитивний, погляд на життя і проблеми тих, хто щодня зіштовхується з ВІЛ/СНІД.
2. Ярмарок НПО —  відкритий простір самопрезентації неурядових організацій, що працюють з проблемою ВІЛ/СНІДу, а також репрезентують різні спільноти, займаються захистом прав людини. Це можливість знайти підтримку, обмінятися досвідом, знайти партнерів для нових проектів та дізнатися більше про українські й світові практики допомоги людям з ВІЛ. Ярмарок проходив у січні 2018 року.

### «Encourage with embrance/Обійми, підтримай»
Цей ролик у вересні 2015 року разом з волонтерами зняли, щоб привернути увагу до дискримінації людей з ВІЛ/СНІД. Головну роль у ролику зіграла Яна Панфілова, яка з народження має позитивний ВІЛ-статус та не боїться говорити про нього. Вона стояла в парку міста з табличкою «У мене ВІЛ. Обійми, підтримай». Ролик було опубліковано на Youtube каналі Forbes та за тиждень зібрав півтора мільйони переглядів, переміг на міжнародному конкурсі соціальної реклами «Народ проти СНІДу», який організував телеканал «Дождь»